# سسنا ۳۰۸
سسنا ۳۰۸ (به انگلیسی: Cessna 308) یک هواگرد ساختِ کارخانهٔ سسنا در کشور ایالات متحده آمریکا است . نخستین استفاده‌کنندهٔ این هواپیما نیروی زمینی ایالات متحده آمریکا بوده‌است. این هواگرد برای نخستین بار در ۱ ژوئیه ۱۹۵۱ میلادی مورد استفاده قرار گرفت.